# Tempio ancestrale

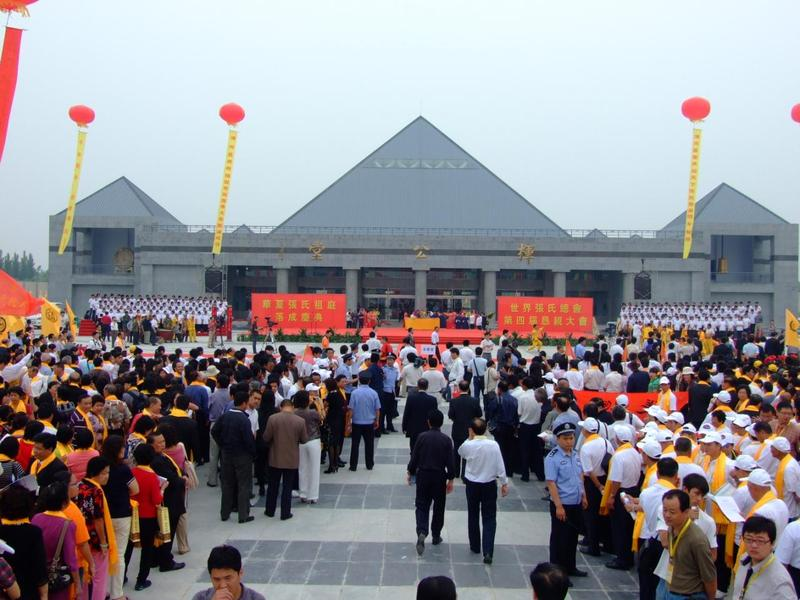
Grande Tempio del Signore Zhang Hui (张挥公大殿 Zhāng Huī gōng dàdiàn), il tempio ancestrale cattedrale (cioè il principale) del lignaggio Zhang, nella loro città ancestrale, Qinghe, in Hebei.

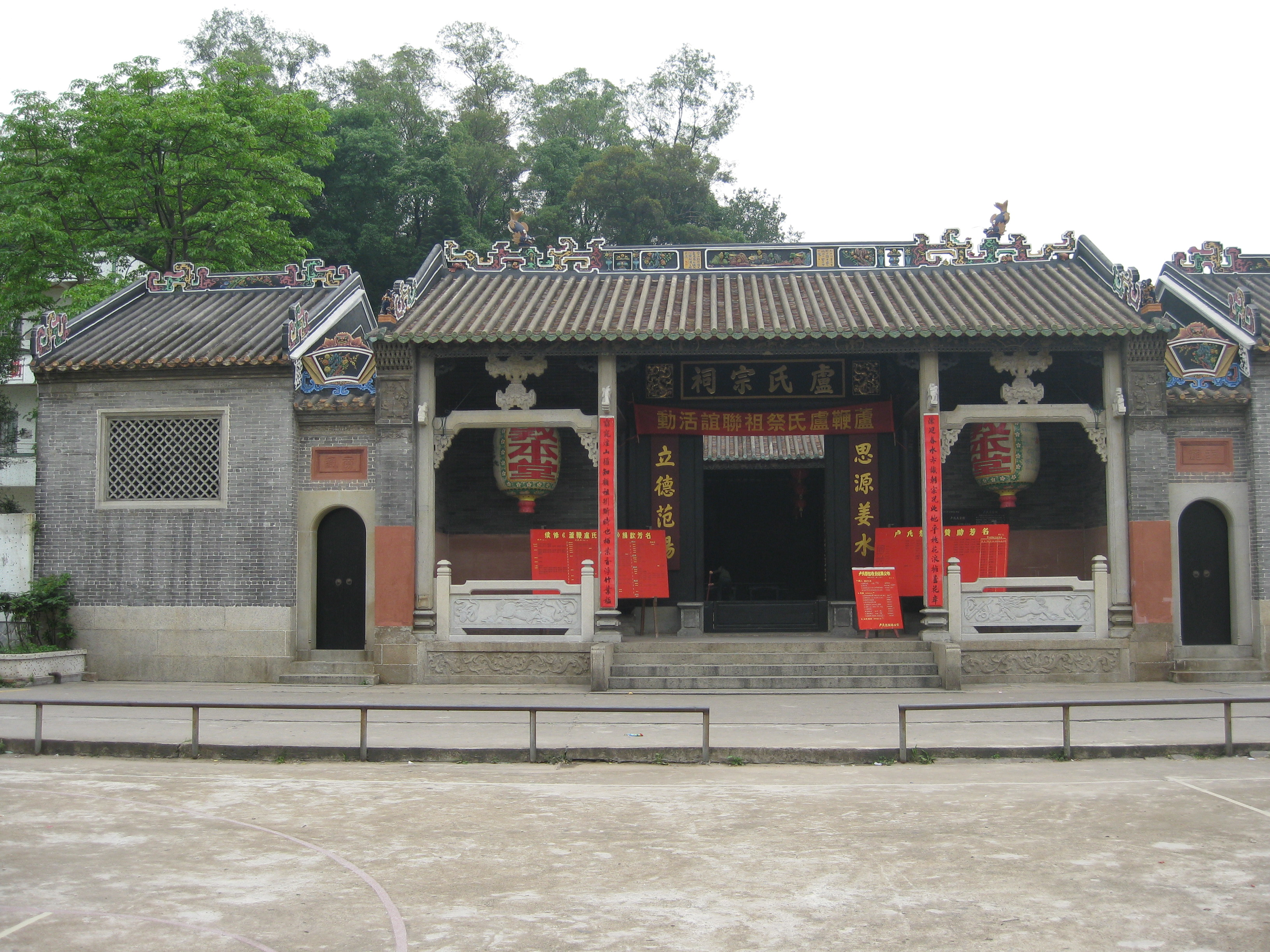
Un tempio ancestrale della famiglia Huang a Kaiping, in Guangdong.

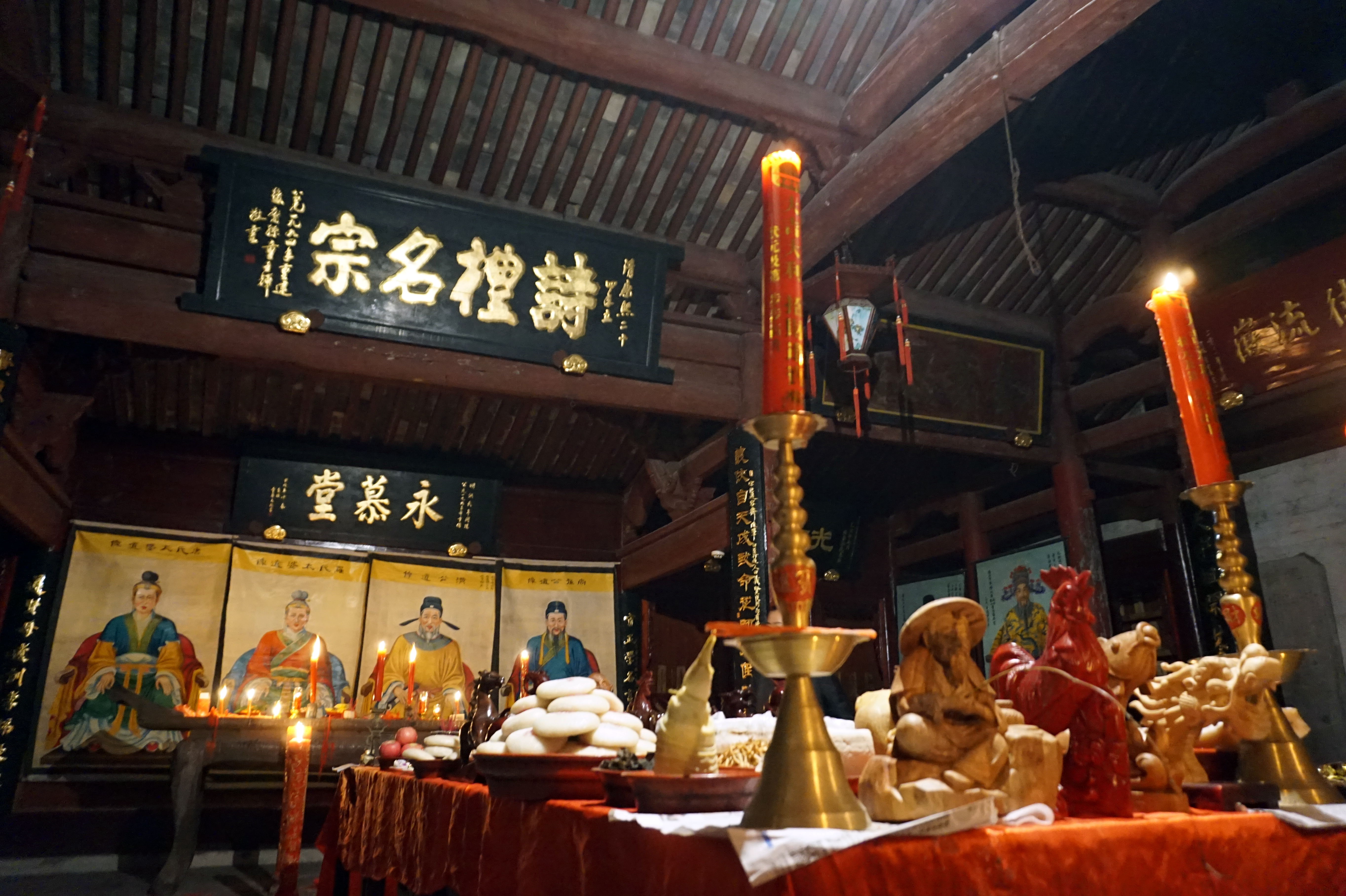
Altare del sacrificio all'interno di un tempio ancestrale del lignaggio Tong, a Qiantong, provincia dello Zhejiang.

Il tempio ancestrale, tempio gentilizio o tempio di lignaggio (祠堂 cítáng o 宗祠 zōngcí) è un tipo di tempio (庙 miào) della religione tradizionale cinese dedicato agli antenati deificati e agli dèi protettori di un lignaggio gentilizio (宗族 zōngzú), al culto degli antenati della famiglia. In questi templi si trovano altari con statue, ritratti, o tavolette dei nomi degli antenati, cui sono devoluti sacrifici. Inoltre vi si svolgono i matrimoni tradizionali, in cui la donna entra formalmente nella sfera spirituale della famiglia del marito. I templi ancestrali sono proprietà collettiva di tutte le famiglie appartenenti allo stesso lignaggio gentilizio.